# City View
City View és una concentració de població designada pel cens dels Estats Units a l'estat de Carolina del Sud. Segons el cens del 2000 tenia 1.254 habitants.

## Demografia
Segons el cens del 2000, City View tenia 1.254 habitants, 469 habitatges i 296 famílies. La densitat de població era de 913,5 habitants/km².
Dels 469 habitatges en un 34,1% hi vivien nens de menys de 18 anys, en un 35% hi vivien parelles casades, en un 22% dones solteres, i en un 36,7% no eren unitats familiars. En el 29,4% dels habitatges hi vivien persones soles el 9,2% de les quals corresponia a persones de 65 anys o més que vivien soles. El nombre mitjà de persones vivint en cada habitatge era de 2,67 i el nombre mitjà de persones que vivien en cada família era de 3,32.
Per edats la població es repartia de la següent manera: un 29,5% tenia menys de 18 anys, un 9,6% entre 18 i 24, un 30,7% entre 25 i 44, un 20,9% de 45 a 60 i un 9,3% 65 anys o més.
L'edat mediana era de 32 anys. Per cada 100 dones de 18 o més anys hi havia 84,9 homes.
La renda mediana per habitatge era de 21.920 $ i la renda mediana per família de 25.208 $. Els homes tenien una renda mediana de 25.847 $ mentre que les dones 18.824 $. La renda per capita de la població era de 9.532 $. Entorn del 27,6% de les famílies i el 29% de la població estaven per davall del llindar de pobresa.

## Poblacions més properes
El següent diagrama mostra les poblacions més properes.